# José Gregório
José Gregório (Marinha Grande, 19 de março de 1908 - 1961, Praga) foi um destacado dirigente do Partido Comunista Português, assim como um dirigente sindical, tendo dirigido a greve de caráter insurrecional na Marinha Grande a 18 de janeiro de 1934. É um dos mais importantes dirigentes oriundos da «reorganização» do PCP, tendo aí um papel significativo.

## Biografia

### Juventude
José Gregório nasceu a 19 de março de 1908, na Marinha Grande. Aos 8 anos, começa a trabalhar como operário vidreiro. Em 1920, com 12 anos, dirigiu uma greve dos «pequenos operários» da empresa CIP. O seu irmão mais novo era Afonso Gregório, que depois também se iria tornar um dirigente do PCP.

### Dirigente sindicalista
Em 1926 partilha a incumbência com outros trabalhadores de reorganizar a Associação dos Garrafeiros. Em 1931, participa na criação do Sindicato Nacional dos Trabalhadores de Vidro, sendo eleito para a sua direção em 1933. Em 1932, é um dos dirigentes da greve de 9 meses que se realizou na empresa Guilherme Pereira Roldão, que teve um resultado bem-sucedido, garantindo o salário dos trabalhadores. Esta greve deu-se no contexto da Ditadura Militar, que agravou a repressão sobre os dirigentes sindicais e os operários grevistas. Em 1933, com a instauração da ditadura fascista de Salazar, a sede do sindicato do qual era dirigente é fechada à força, dando-se início a um processo de «fascização dos sindicatos».

### Dirigente do Partido Comunista Português
José Gregório adere ao Partido Comunista Português em 1933.
Teve um papel importante na revolta de 18 de janeiro de 1934 na Marinha Grande, onde lutou contra a «fascização dos sindicatos», dirigindo com António Guerra os planos do Comité partidário, ocupando o local por horas e formando o seu soviete. No seu relatório, Gregório descreve esta situação como «um dos mais significativos atos de coragem e valentia dos operários vidreiros, dos sentimentos democráticos do povo da Marinha Grande e da abnegada combatividade dos comunistas».

Fotografia de José Gregório na prisão

Em fevereiro de 1934, é aconselhado pelo Partido a ir para Espanha, acabando preso em Orense. Com as intervenções do Socorro Vermelho Internacional e os trabalhadores da região, é libertado passado pouco tempo. Frequenta por volta dessa altura a Escola Internacional Lénine. No início de 1938 vai para Espanha, regressando no mesmo ano, aconselhado pelo Partido, para integrar a direção do Socorro Vermelho Internacional em Portugal. É preso pouco tempo depois, em outubro, pela polícia política, a PVDE, ficando encarcerado durante dois anos, sendo solto em julho de 1940. Segundo a exposição do PCP, «foi preso e brutalmente espancando [...] as torturas policiais a que foi submetido e os 2 anos passados nas cadeias fascistas, não abalaram a sua disponibilidade revolucionária». Segundo o Centro de Documentação do 25 de abril da Universidade de Coimbra, foi «severamente torturado». Retoma a atividade no PCP, desempenhando um papel importante na «reorganização» do PCP. Usou o pseudónimo Alberto. Em 1941, recebe a incumbência de criar a tipografia clandestina do jornal Avante!. No início de 1943 passou a integrar o Secretariado do Comité Central do Partido, participando no III Congresso do PCP (ou I Congresso ilegal), onde foi eleito tanto para o Comité Central como o Secretariado, partilhando este último com Álvaro Cunhal e Manuel Guedes até 1956. Apresentou neste Congresso relatórios pertencentes à «atividade sindical e contra a repressão fascista».
Na vaga de repressão de 1949, que prendeu dirigentes importantes como Álvaro Cunhal e Militão Ribeiro, Gregório fez parte do núcleo de recuperação do Partido, tornando-se com Júlio Fogaça, segundo o historiador João Madeira, «efetivamente os dois principais dirigentes do PCP». Na IV reunião ampliada do Comité Central, em 1949, relativamente à questão colonial, defendeu no seu informe que se deve «ajudar a criar e desenvolver o PC [Partido Comunista] de Angola» e de outras colónias.
Em agosto de 1955, procurou realizar uma sistematização da atividade do Partido desde então.

### Falecimento
Em 1956, já gravemente doente por motivos cardíacos, emigra para a Checoslováquia para tratamento, falecendo 5 anos depois, em março de 1961, em Praga. Dá nome a uma das principais avenidas da cidade. Em 18 de janeiro de 1975, os seus restos mortais foram transladados para a sua terra natal, reunindo milhares de pessoas na Marinha Grande em cerimónias fúnebres.